# مقاطعة غودهو (مينيسوتا)
مقاطعة غودهو (بالإنجليزية: Goodhue County)‏ هي إحدى مقاطعات ولاية مينيسوتا في الولايات المتحدة الأمريكية.

## أعلام
- ويليام أنتوني غرانفيل